# Periga circumstans
Periga circumstans är en fjärilsart som beskrevs av Walker 1855. Periga circumstans ingår i släktet Periga och familjen påfågelsspinnare. Inga underarter finns listade i Catalogue of Life.